# Heinrich von Brentano
Heinrich von Brentano di Tremezzo (Offenbach am Main, 6 juni 1904 - Darmstadt, 14 november 1964) was een Duits politicus van het CDU en was tussen 1955 en 1961 minister van Buitenlandse Zaken.

## Biografie
Heinrich von Brentano werd geboren als een zoon van Otto von Brentano die lid was van de Nationale Vergadering van Weimar. Hij studeerde rechtsgeleerdheid aan de Universiteit van München en behaalde aan de Universiteit van Giessen zijn doctoraat. Vanaf 1932 werkte hij als advocaat in Darmstadt en tussen 1943 en 1945 als aanklager in Hanau. Na de Tweede Wereldoorlog was hij een van de oprichters van de Christelijke Democratische Unie in Hessen en werd lid van de Landdag van Hessen.
Na de verkiezingen van 1949 verkreeg hij een zetel in de Bondsdag. Zes jaar later werd hij benoemd tot minister van Buitenlandse Zaken onder Konrad Adenauer. Hij was vanuit deze positie betrokken bij de oprichting van de EEG. Brentano legde echter zijn positie neer nadat Adenauer in 1961 een coalitie ging vormen met de FDP. Drie jaar later overleed hij aan kanker.
- Bibsys: 2070877
- Bibliothèque nationale de France: cb128177370 (data)
- Gemeinsame Normdatei: 118673866
- International Standard Name Identifier: 0000 0001 0923 2826
- Library of Congress Control Number: no99062791
- Nationale Bibliotheek van Israël: 987007294119405171
- Nederlandse Thesaurus van Auteursnamen: 074742086
- LIBRIS: 179131
- Système universitaire de documentation: 090073460
- Virtual International Authority File: 89556541
- WorldCat: E39PBJq6XH7xmvqcT9K9pg6Frq